# Limnonectes megastomias
La granota ullaluda (Limnonectes megastomias) és una espècie de granota amb ullals que va ser descoberta a Tailàndia l'any 2008. Aquesta s'alimenta d'ocells i insectes. Les granotes mascles empren els seus ullals per atacar altres mascles en combat. També s'ha observat que s'alimenta d'altres granotes.